# Roqya (islam)
Pour les articles homonymes, voir Roqya.
 (novembre 2015).
Si vous disposez d'ouvrages ou d'articles de référence ou si vous connaissez des sites web de qualité traitant du thème abordé ici, merci de compléter l'article en donnant les références utiles à sa vérifiabilité et en les liant à la section « Notes et références ».
La Roqya (arabe : الرقية), ou Ruqiya charia, est une utilisation de la parole divine   propre à l'Islam. Elle fait partie d'un corps large de la médecine islamique appelé « médecine prophétique ».
C'est un ensemble de méthodes spirituelles qui consisteraient selon ses adeptes à guérir des maladies occultes, comme la possession, par la récitation de versets coraniques.

D'après le Coran :

« Et Nous faisons descendre (par révélation) du Coran, ce qui est une guérison et une miséricorde pour les croyants. Mais cela ne fait qu'accroître la perdition des injustes. »

— [17.82]

## Étymologie
L'expression رقية  (ruqiya) provient du verbe رقى (raqa) qui signifie d'après le Larousse ensorceler ; charmer (serpents).
Cette expression s'utilisait dans l'Arabie préislamique pour désigner les paroles ou actes utilisés par ceux qui apaisaient les maladies occultes.

## Pratique
La roqya permettrait, par la permission d'Allah, d'annuler les effets de la magie (appelée sihr) et d'exorciser les possessions démoniaques.
En pratique, elle consiste en une lecture soutenue et répétitive de versets choisis du Coran. Il s'agit soit de versets glorifiant la puissance et l'unicité d'Allah (e.g 2.255 āyatu-l-kursī, Surât Al-Ikhlâs), soit de versets parlant de magie (La Vache.102, Ta Ha.68 → 70, El-Araf.117 → 122, Jonas.81 → 82 + Surât Al-Falaq et Surât Al-Nâs).

### Exorcisme et roqya
La possession par les esprits est généralement définie comme un état de conscience inhabituel ou altéré et des comportements prétendument causés par le contrôle du corps par des esprits ou démons.
Les symptômes d'un besoin d'exorcisme peuvent aller du hurlement et crise de la victime possédée, aux vomissements, douleurs dans l'utérus, insomnies, maux de tête, crises d'épilepsie et paroles dans une langue incompréhensible.
Parmi les causes de la possession, Ibn Taymiyah explique qu'une personne peut faire du mal à un djinn ou le tuer sans se rendre compte. d'autres raisons aussi comme le fait qu'un démon tombe amoureux d'un humain.
La Roqya, selon ses praticiens, ramène de force les Djinns et les démons en invoquant les noms de Dieu, et leur ordonne d'abandonner leur méfait. Ceci est censé réparer les dommages qui auraient été causés par la possession de djinns, la sorcellerie (sihr) ou le mauvais œil.

## Exemples deRoqya

### Ruqiya bi-l-Fâtihat
C'est l'incantation par la Fatiha, première Sourate du Coran.
Ibn Qayyim al-Jawziyya rapporta dans son livre at-tibb an-nabâwî (médecine prophétique) sa propre histoire de talisman à base coranique :

« Il m'est arrivé de tomber malade alors que j'étais à la Mecque. En l'absence de médecin et de médicaments, je me suis soigné de la façon suivante : j'ai pris une gorgée d'eau de zemzem et j'ai récité sur elle plusieurs fois la fatiha avant de la boire. J'ai retrouvé une santé complète. Puis, j'ai pris l'habitude de procéder ainsi la plupart du temps quand j'éprouvais des douleurs, j'obtenais le résultat souhaité »

— Albert de Surgy.

### Les sourates protectrices
La sourate 113 al-Falaq et la sourate 114 al-Nâs sont appelées sourates protectrices. Elles sont récitées conjointement comme protection contre la sorcellerie et les djinns.

## Procès et controverses
D'après le magazine Marianne, la ruqyia est pratiqué par des milieux radicaux — salafistes ou Tabligh notamment — pour en faire un marché lucratif et se livrer à des violences sexuelles et physiques, dont plusieurs personnes sont mortes. En 2019, la Mission interministérielle de vigilance et de lutte contre les dérives sectaires (Miviludes) a mené une enquête sur les dérives liées à la ruqiya en France, qui toucheraient principalement des jeunes femmes d'origine maghrébine et de classe populaire.
Nabil Ennasri a publié en 2017 une vidéo pour mettre en garde les musulmans vis-à-vis des personnes qui cherchent à profiter de la faiblesse d'autrui et donne des conseils pour identifier les arnaques et des pistes pour se soigner correctement.

### Affaire Louisa
Mohammed Kerzazi, l'ancien imam de Roubaix, a tué une jeune fille de 19 ans, Louisa Lardjoune, au cours d'une séance d'exorcisme, a été condamné le 6 juin 1997 à sept ans d'emprisonnement par la cour d'assises du Nord. D'après la journaliste Lou Syrah, le jeune imam s'était récemment formé en Arabie saoudite à l'université islamique de Médine et auprès d'un maître exorciste.

### Affaire Latifa Hachmi
Jeune fille de 23 ans, Latifa Hachmi est décédée le 5 août 2004 après avoir subi, pendant un mois, des séances violentes d'exorcisme musulman.
Les rituels de roqya se sont déroulées dans l'appartement du couple à Bruxelles, assisté du mari de la victime et de trois « sœurs » musulmanes.
Six accusés, dont le prédicateur marocain Abou Chayma, ont été reconnus coupables par la cour d'assises de Bruxelles pour acte de torture et de cruauté sur Latifa Hachmi.

### Affaire Layla
Le 10 octobre 2010, Layla, 18 ans, habitante d’Anvers est retrouvée morte de graves brûlures sur les pieds, les genoux et la poitrine. Layla aurait été brûlée à mort lors d’une séance d’exorcisme. D'après une partie de sa famille, l'exorcisme aurait été voulu par les parents après que la jeune femme a révélé son homosexualité.

### Affaire à Pavillons-sous-Bois
En décembre 2017, un couple a été placé en garde à vue, pour actes de torture et mauvais traitements qu'ils auraient infligés à une femme de 47 ans. Des suites de l’exorcisme cette dernière a séjourné dans le coma plusieurs jours.

### Affaire de l’Imam Khattabi
Fin 2019, une jeune femme a porté plainte contre l'imam de Montpellier Mohamed Khattabi, proche de Tariq Ramadan, pour des agressions sexuelles et des viols qui se seraient produits lors de séances d'exorcisme.
Janvier 2021, Mohamed Khattabi est poursuivi en justice par sa belle-fille qui porte plainte. Elle l’accuse de l'avoir agressée sexuellement durant 2 ans lorsqu'elle avait 14 ans, lors de séances de roqya. Le jugement est de nouveau renvoyé en correctionnel devant une juridiction plus compétente en matière de viol au vu de la gravité des faits.